# Villa Godi

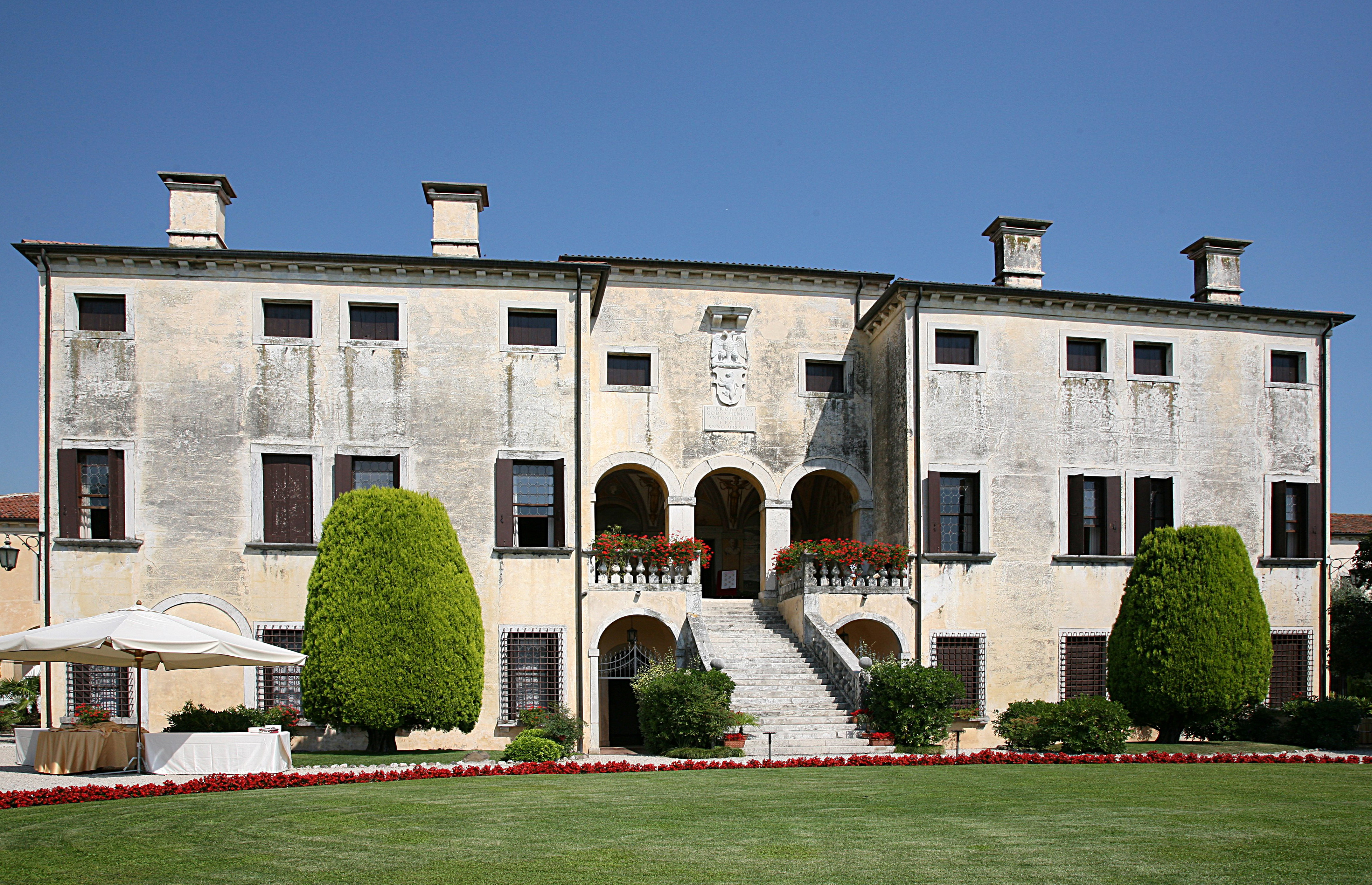
Andrea Palladio: Villa Godi, Lugo.

Andrea Palladio: I quattro libri dell’architettura, Villa Godi, Entwurf, 1540.

Die Villa Godi (auch Villa Godi Malinverni) gilt als erster Villenentwurf des jungen Andrea Palladio. Er konzipierte den Bau unter seinem Geburtsnamen Andrea di Pietro della Gondola.

## Lage
Die Villa wurde in Lugo di Vicenza, ca. 20 km nördlich der Hauptstadt der Provinz Vicenza in Venetien in der Nähe des Flusses Astico (Zufluss zur Brenta) errichtet.

## Geschichte
Die beiden Brüder Girolamo und Pietro Godi, Söhne des Enrico Antonio Godi, erbten das mit einem Gebäude bebaute Grundstück von ihrem Vater. Der Entwurf Palladios sollte auf das vorhandene Gebäude Bezug nehmen. Die 1542 fertiggestellte Villa gilt als Palladios Erstlingswerk und unterscheidet sich deutlich von den Entwürfen seiner späteren Villen, da sie in die Zeit vor Palladios erster Romreise fällt.
Das Gebäude wurde 1996 von der UNESCO mit anderen Villen von Palladio zum Weltkulturerbe erklärt.

## Architektur
Das Hauptgebäude der Villa Godi besteht aus drei Geschossen. Der eingezogene Mittelteil der Hauptfassade wird von zwei dominierenden Eckrisaliten flankiert, die den Mittelteil erheblich an Breite übertreffen und damit eine wehrhafte Wirkung erzeugen. Dies wird durch Fassadengestaltung der Eckrisalite verstärkt. Palladio verzichtet auf jegliche Ornamente, Säulenordnungen und Friese, sodass sich die Villa als kahl und in nüchterner Strenge präsentiert. Die Eckrisalite sind durch rechteckige Fenster in Vertikalachsen gegliedert, zeichnen sich jedoch besonders durch die glatten, unbehandelten Mauerflächen aus, die die massive Wirkung unterstützen. Im Gegensatz dazu steht das piano nobile, das durch eine Loggia bestehend aus Rundbogenarkaden aufgebrochen wird. Eine schmale Freitreppe überbrückt das Untergeschoss und führt zur offenen Loggia. Den oberen Abschluss bildet ein Mezzaningeschoss mit kleinen rechteckigen Fenstern und einem mittig platzierten Wappen der Familie Godi, welches ins Mauerwerk eingelassen ist.

## Innenausstattung
Die Villa ist mit Fresken von Gualtiero Padovano (1512–1552), Giovanni Battista Zelotti und Battista del Moro (1518 bis nach 1568) ausgestattet. Die Fresken im „Saal der Musen“ zeigen Dichter und die Musen in einem utopischen Arkadien, gerahmt von einer gemalten Architektur. Große Karyatiden in Grisaille stützen ein reich verziertes Gebälk, in dessen farbigen Feldern sich Putten mit Büchern und Musikinstrumenten tummeln. Die Dichter und die neun Musen sind nicht alle genau festzulegen, da nur wenige mit Attributen ausgestattet sind, die eine Identifizierung erlaubten. Das große Fresko in der Sala dell’Olimpo zeigt die Zwölfgötter des Olymp. In der Sala di Venere ist u. a. die beliebte Geschichte von Venus und Mars, beim Ehebruch von Vulkan überrascht und in einem Netz gefangen, sowie die Geschichte von Dido und Äneas dargestellt. Die Fresken werden bis auf eine Ausnahme Battista del Moro zugeschrieben. Die kleine Sala delle Arti zeigt Allegorien der Künste als vergoldete Figuren in einer gemalten Arkadenarchitektur, gerahmt mit Trophäen, Musikinstrumenten und Putten. Ein Blindfenster eröffnet illusionistisch den Blick in eine idyllische Landschaft mit griechischen Ruinen. Die meisten Säle sind mit Kronleuchtern des 17. Jahrhunderts aus Muranoglas ausgestattet.

## Park
Zur Villa gehörte ursprünglich ein italienischer Garten mit beschnittenen Büschen, Schalenbrunnen und Skulpturen. Der Entwurf dieses Gartens stammt aus dem späten 17. und frühen 18. Jahrhundert. Der ehemalige Garten zeigt sich heute in der Umgestaltung als Park durch Antonio Caregaro Negrin von 1852, die er im Auftrag des damaligen Besitzers Graf Andrea Piovene durchgeführt hat.
Der mit Bäumen bestandene und von vielen Wegen durchzogenen Park umschließt einen Teich. Ein Ort der Erinnerung versammelt Gedenksteine an ehemalige Bewohner der Villa.

## Museum
Villa und Park können besichtigt werden. In der Villa ist ein archäologisches und naturhistorisches Museum eingerichtet, in dem fossile Pflanzen aus dem Oligozän ausgestellt sind, die im 19. Jahrhundert in der Gegend gefunden wurden. 
In der naturhistorischen Abteilung des Museums werden Foraminiferen, Korallen, Schnecken, Muscheln, Krebstiere, Stachelhäuter und Fische gezeigt.

## Die Villa Godi im Film
Luchino Visconti drehte einige Szenen seines Films Senso in der Villa. Die Villa diente als Kulisse für die DVD „The Book of Madrigals“ (erschienen 2014 bei accentus music) des Leipziger Vokalensembles Amarcord.

## Galerie

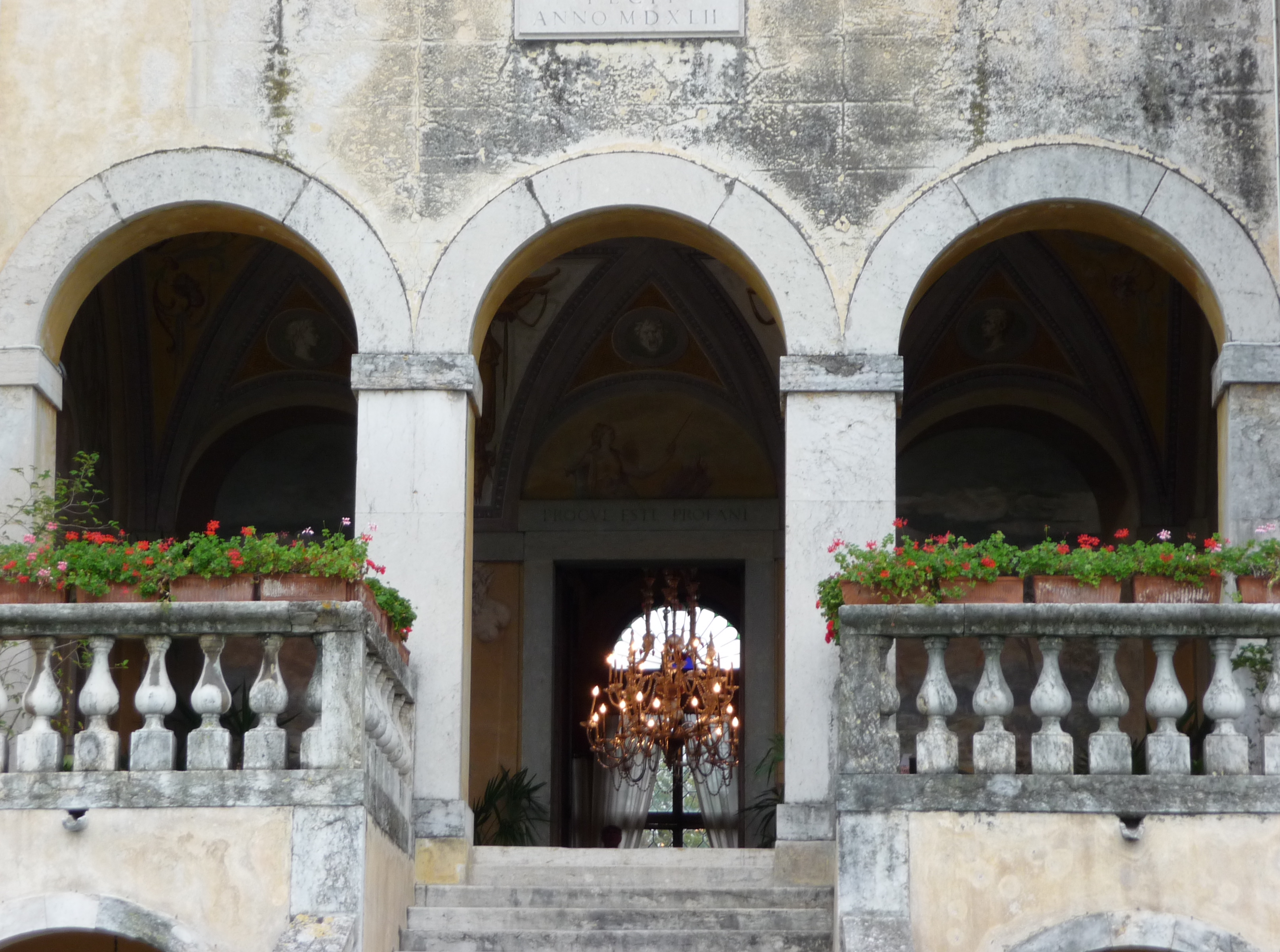
Loggia mit Rundbogenarkaden.
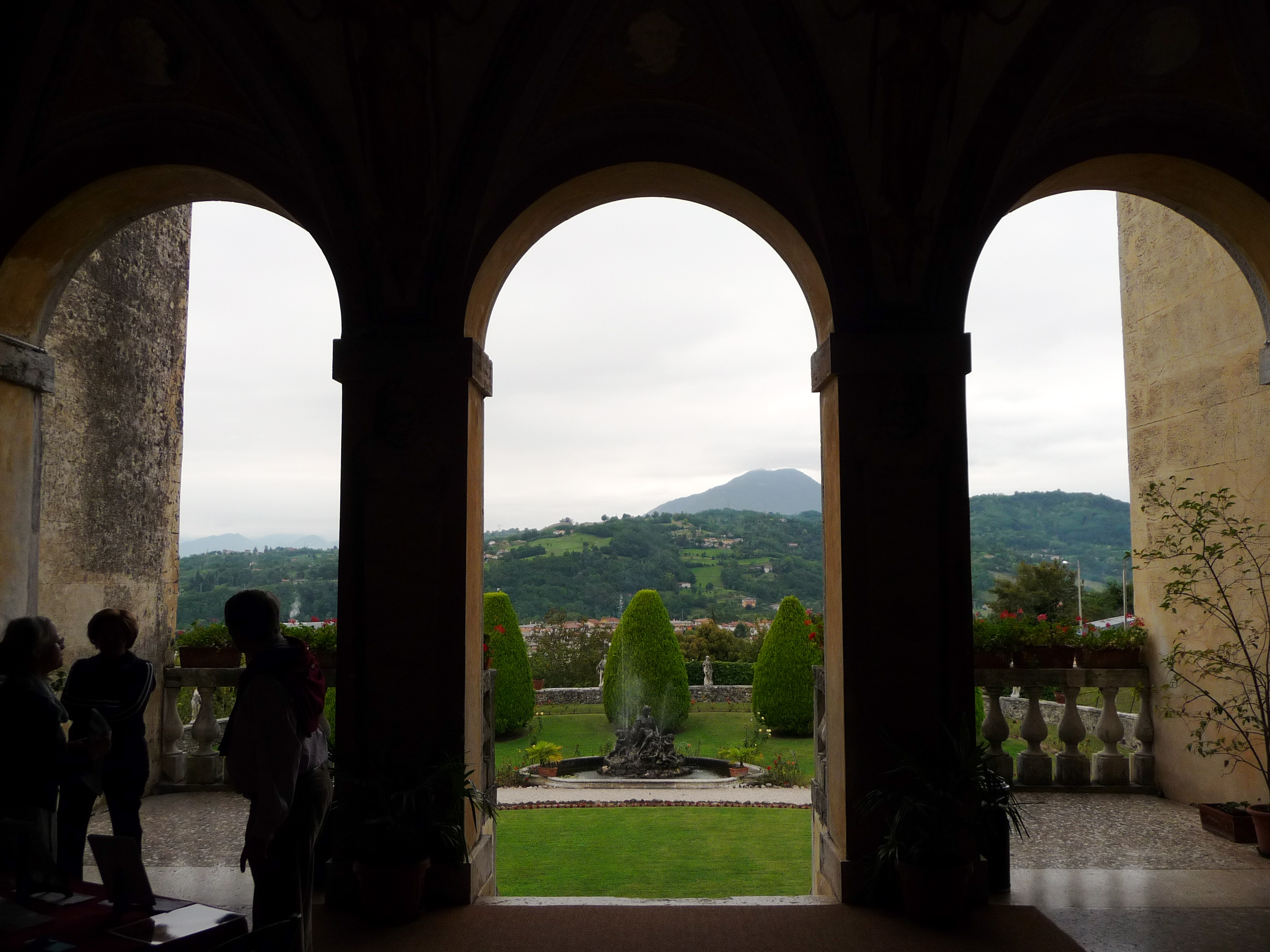
Blick durch die Dreifacharkade der Loggia.
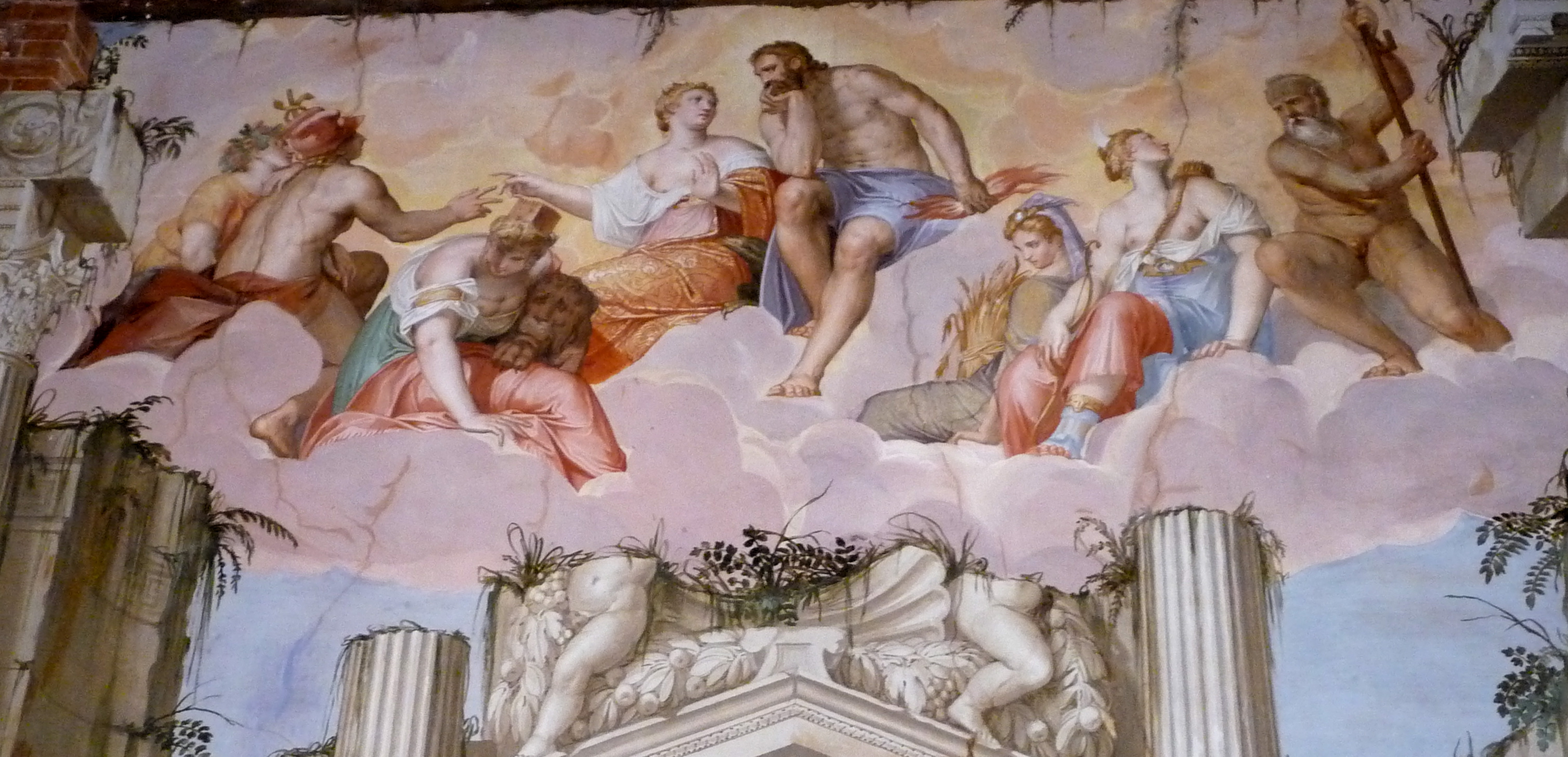
Fresko von Ruinen eines griechischen Tempels mit den Göttern des Olymp.
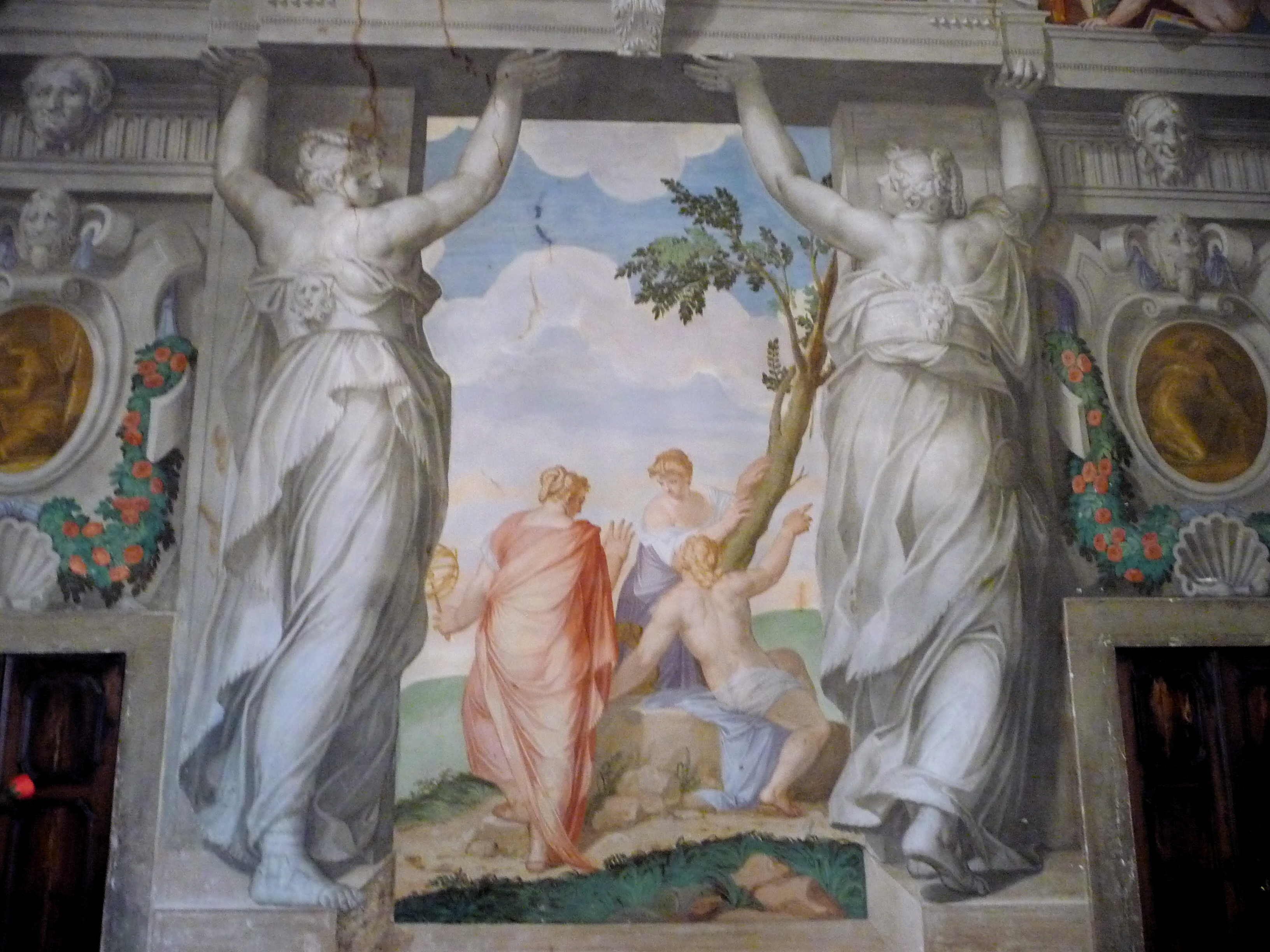
Fresko mit illustionistischer Architektur.
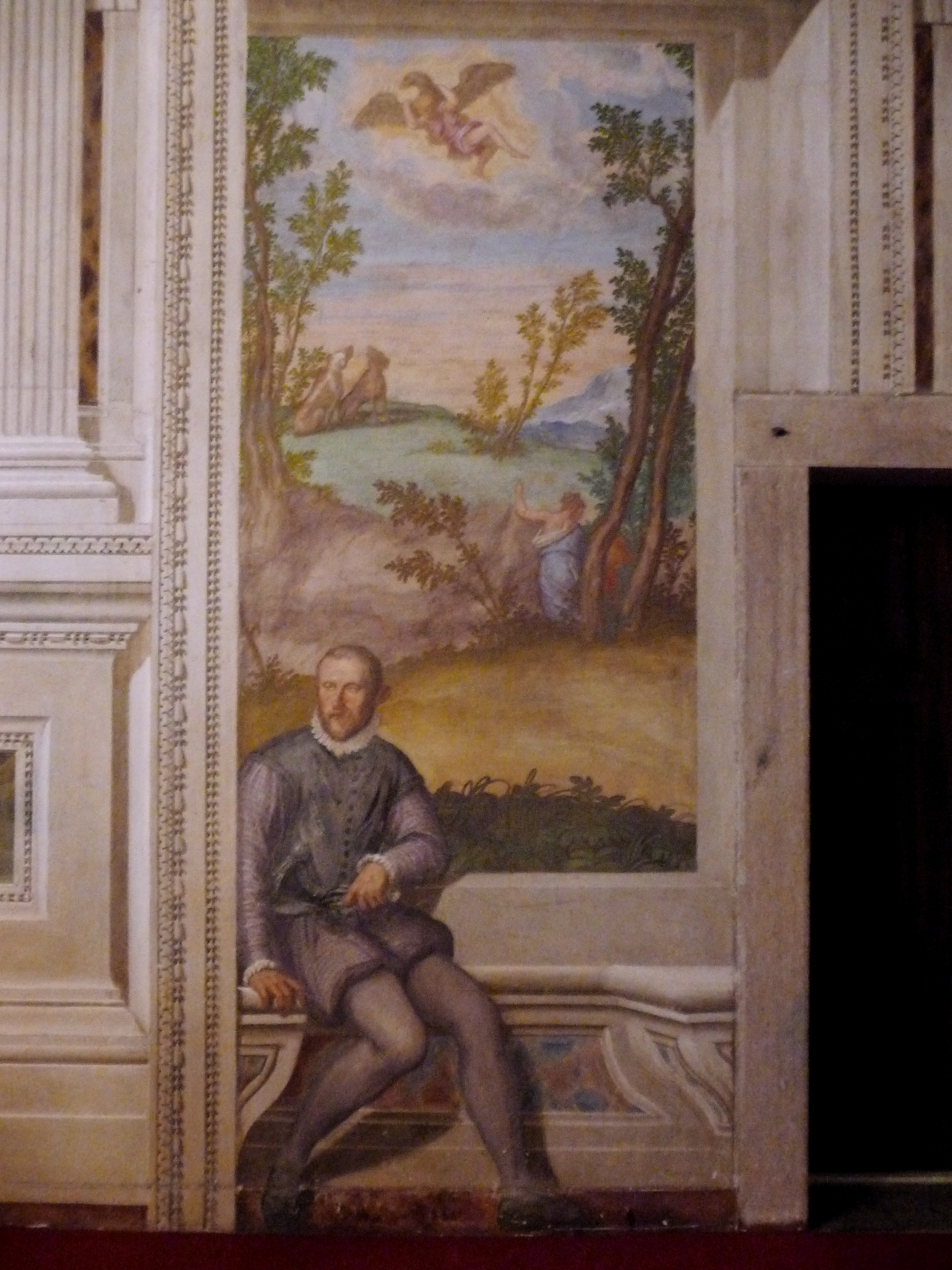
Fresko mit illustionistischer Architektur.